# EC Red Bull Salzburg
EC Red Bulls Salzburg är en ishockeyklubb från Salzburg, Österrike. Klubben bildades 1977 under namnet EC Salzburg men år 2000 ändrades namnet till EC Red Bull Salzburg. Hemmamatcherna spelas i Eisarena Salzburg.
EC Red Bulls Salzburg har vunnit det österrikiska mästerskapet i ishockey för herrar både 2006/2007 och 2007/2008.
I laget spelar bland annat Dieter Kalt, Thomas Koch och Matthias Trattnig.
Den svenske ishockeytränaren Hardy Nilsson tränade klubben 2005-2007.